# オキナワ (漫画)
『オキナワ』は、中沢啓治による日本の漫画。『週刊少年ジャンプ』（集英社）において、1970年22号（5月25日号）から28号（7月6日号）まで連載された。全7話。

## 作品概要
第二次世界大戦後の沖縄はアメリカ合衆国の統治下に在ったが、連載前年の1969年に日米首脳会談で日本に返還されることが決定した。作者の中沢は本作の連載前に広島市への原子爆弾投下を題材として後の『はだしのゲン』に繋がる読み切り『黒い雨にうたれて』を芳文社『漫画パンチ』で発表しているが、連載に当たり「広島も沖縄も米軍に踏みにじられた。その沖縄の現状をどうしても描きたかったんだ」と言う信条のもと、神保町の古書店街で沖縄関連の資料を収集して回り、担当編集者と2人で現地取材を敢行した。
作中ではベトナム戦争により連日のように発進するB-52が象徴的に描かれており、嘉手納基地で発生した爆発事故も取り上げられている。後述の紆余曲折を経てエール出版社から刊行された単行本の巻末にある石子順の解説によると、本作は全7回の短期集中連載ながら読者の反響は大きく、掲載誌のアンケートでは当時の看板タイトルであった本宮ひろ志『男一匹ガキ大将』他の諸作品を抑えてトップに立っていたという。作者は『はだしのゲン』連載中も「『オキナワ』でもっと描きたいことがあったんだよな」と述べ、本作に対する思い入れが強かったことをうかがわせている。

## あらすじ

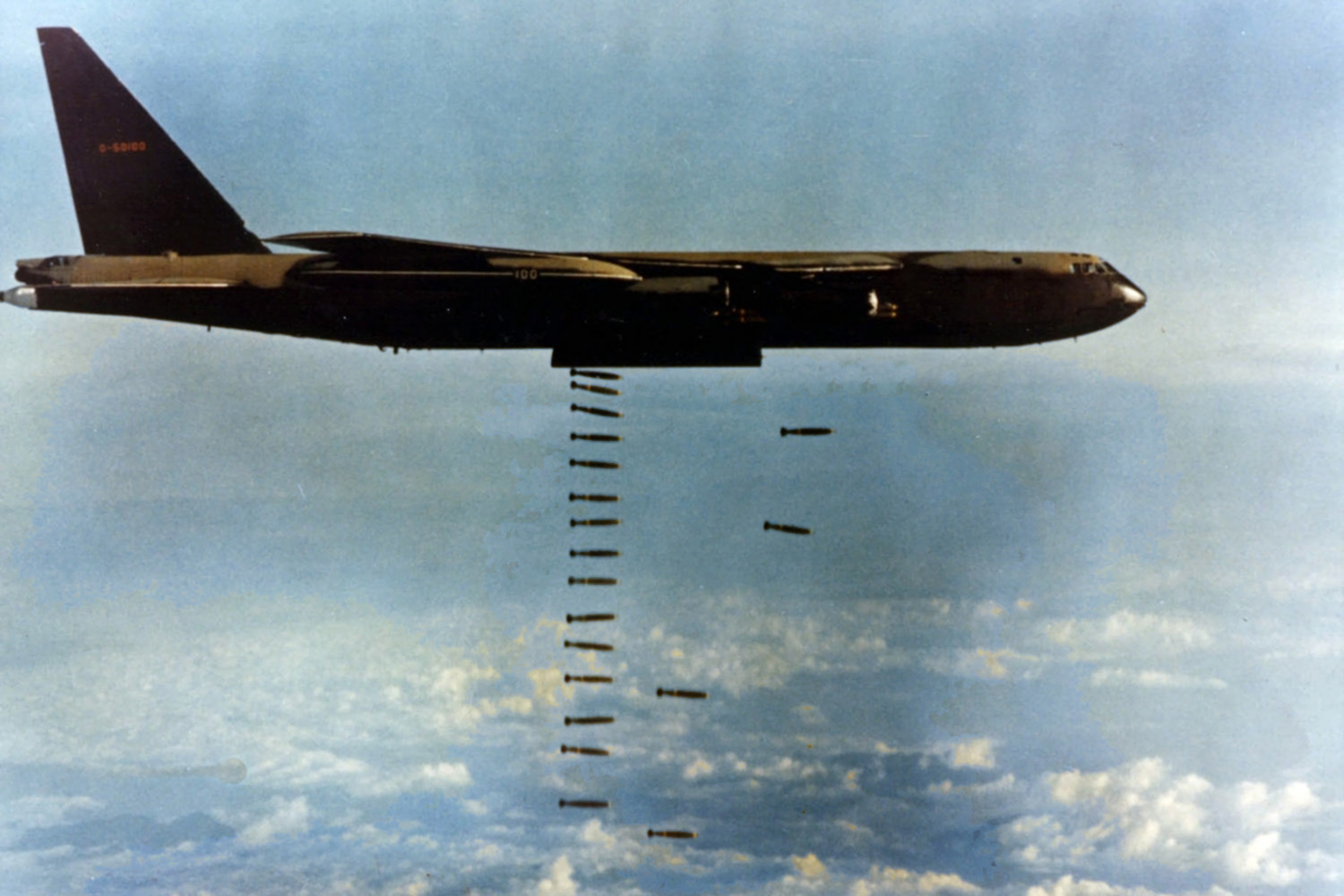
作中で象徴的に描かれる戦略爆撃機B-52（1960年代撮影）

沖縄の本土復帰が決まる前年の1968年。那覇で物心ついたころからアメリカ軍の基地と隣り合わせの環境で育って来た三郎は父親と喧嘩して家を飛び出し、嘉手納で遊び歩いていたが、息子の行方を追って来た母がアメリカ兵の飲酒運転事故で死亡したことを機に生活が一変する。事故を起こした米兵は軍法会議で無罪となり、酒浸りに陥った父は暴漢にナイフで刺されて重傷を負う。改心した三郎は父の代わりに闘牛大会へ出場し、新たに「平和号」と名付けられた牛は大会で優勝を果たす。
三郎と父、そして平和号は米軍基地からベトナムを目指し絶え間なく発進するB-52に向けて住民たちが起こした抗議行動に加わる。だが、B-52は三郎たちの「日本の沖縄から出ていけ」「沖縄をかえせ」の絶叫や安里屋ユンタの歌声を背に、大量の爆弾を搭載してベトナムへと飛び立っていく。

## 書誌情報
本作は連載終了後、集英社のジャンプ・コミックスから単巻で刊行される予定で、同時期発売の他のコミックス（川崎のぼる『どうどう野郎』初版）でも近刊として巻末に広告が掲載されていた。ところが、印刷所へ回る直前に集英社の上層部から中止の指示が出たため、同社からは発売されなかった。
集英社が発売を中止した単行本は翌年にドーミエ書房の編集でエール出版社から「オキナワ 劇画で描いた沖縄報告」と題し、異例の新書扱いでの刊行となった。エール出版社では本書以前に前述の『黒い雨にうたれて』を同じレーベルで刊行しており、巻末掲載の石子順による解説「平和な島・沖縄県復帰のために」でも同作の姉妹編のような扱いを受けている。
- 「オキナワ 劇画で描いた沖縄報告」、エール出版社〈エールブックス〉、単巻

1971年10月1日初版 全国書誌番号:45007211

### 作品集への収録
これまで以下の作品集へ収録された。特に日本国内の学校図書館では、ほるぷ出版の「中沢啓治平和マンガ作品集」の1点としてセット購入により多く所蔵されている。
- 「オキナワ／平和の鐘」、文民社〈中沢啓治選集〉第3巻

1976年8月初版 NCID BN11448454
- 「オキナワ」、ほるぷ出版〈中沢啓治平和マンガ作品集〉（旧版）、第16巻

1982年7月初版 NCID BA62359393
- 「オキナワ」、ほるぷ出版〈中沢啓治平和マンガ作品集〉（改訂版）、第19巻

1995年1月改訂版 ISBN 978-4-593-89719-3
- 「オキナワ」、汐文社〈中沢啓治ヒューマンコミックス〉、第3巻

1994年4月初版 ISBN 4-8113-0255-9
上記の3社による版はいずれも2000年代に絶版となっていたが、2015年が戦後70年の節目に当たることを機にDINO BOXの編集で「うじ虫の歌」「冥土からの招待」他の短編作品を併録し「中沢啓治著作集」第3巻として、垣内出版から刊行された。
- 「オキナワ」、垣内出版〈中沢啓治著作集〉、第3巻

2015年9月初版 ISBN 978-4-7734-0407-4